# Jan Łasicki
Jan Łasicki (ur. 1534, zm. po 1599 w Zasławiu) – teolog i historyk polski urodzony prawdopodobnie w Małopolsce.

## Życiorys
Wyższe studia odbywał za granicą – kształcił się w Zurychu (1557), Bazylei (w 1558 wpisał się na tamtejszy uniwersytet), Paryżu (gdzie towarzyszył Janowi Zborowskiemu), Padwie (w 1560 słuchał wykładów D. Sygoniusza) i w Niemczech. Wróciwszy do kraju krótko przebywał w Wielkopolsce, skąd udał się jako preceptor synów mieszczanina krakowskiego Jana Paczko w kilkuletnią podróż za granicę. Po pobycie w Szwajcarii (w 1564 był świadkiem zgonu Jana Kalwina w Genewie), przebywał przez niemal 2 lata we Francji, a wkrótce odwiedził również Anglię. W roku 1567 studiował na uniwersytecie w Heidelbergu, w 1570 w Heidelbergu i Wittenberdze, w 1571 w Strasburgu, Pradze i Lipsku. Wróciwszy do kraju przebywał w Wielkopolsce. Sprawował wówczas poselstwa dyplomatyczne z polecenia Stefana Batorego. Początkowo kalwin, w 1567 przeszedł do braci czeskich, którym poświęcił największe swe dzieło. W 1603 roku trafił do pierwszego polskiego Indeksu Ksiąg Zakazanych powstałego z inicjatywy biskupa Bernarda Maciejowskiego. Pod koniec życia osiadł w Wilnie, następnie przeniósł się do Zasławia pod Mińskiem, gdzie zmarł w pierwszych latach XVII wieku.

## Ważniejsze dzieła
Główne jego dzieło to Historia de origine et rebus gestis fratrum Bohemicorum w 8 księgach. Siedem z nich zaginęło. Ósma, traktująca o zwyczajach i organizacji braci czeskich, została wydana przez Komeńskiego w 1660 r. Napisał też kilka pism historycznych, w tym Clades-Dantiscanorum (1578) i Historia de ingressu Polonorum in Valachiam (1584), przełożona na język polski przez Syrokomlę pt. Historja wtargnięcia Polaków na Wołoszczyznę (Petersburg, 1855), De Russorum, Moscovitarum et Tartarorum religione, sacrificiis, nuptiarum funerum ritu, Spirae 1582. Był także autorem pracy o bóstwach żmudzkich: De deis Samagitarum (wyd. 1615, 1627 i 1868).